# شون مكارثي
شون مكارثي (بالإنجليزية: Sean McCarthy)‏ هو مدرب كرة قدم ولاعب كرة قدم بريطاني في مركز الهجوم، ولد في 12 سبتمبر 1967 في بريدجند ‏ في المملكة المتحدة. لعب مع أولدهام أثلتيك وبرادفورد سيتي وسوانزي سيتي ونادي إكزتر سيتي ونادي بريستول سيتي ونادي بليموث أرجايل.